# Col de la Forclaz (Le Prarion)
Pour les articles homonymes, voir Col de la Forclaz.
Le col de la Forclaz est un col de France situé dans les Alpes, dans le massif du Mont-Blanc, en Haute-Savoie.

## Géographie
Le col se trouve à 1 533 mètres d'altitude, entre la tête Noire au nord-ouest et le Prarion au sud, reliant le village de Vaudagne aux Houches à l'est à Saint-Gervais-les-Bains à l'ouest. Il se trouve au croisement de plusieurs chemins et sentiers de randonnée empruntés notamment par le sentier de grande randonnée de pays Tour du Pays du Mont-Blanc.

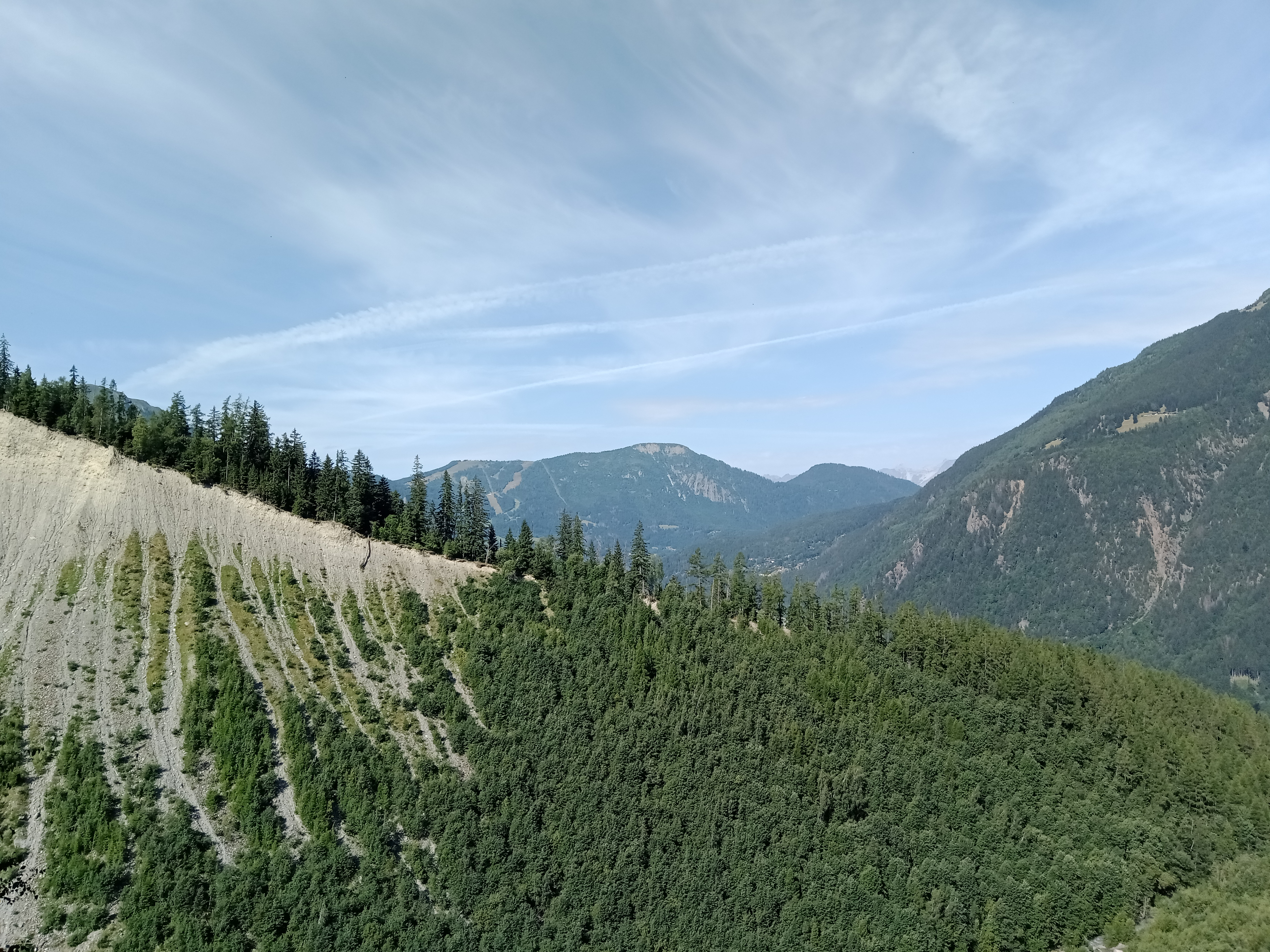
Le Prarion (à gauche) et la tête Noire (à droite) encadrant le col de la Forclaz depuis le glacier des Bossons à l'est.